# طاهر حلمي
طاهر حلمي (و. 1950)، رجل أعمال مصري، وشريك في مؤسسة بيكر وماكنزي للاستشارات القانونية، وعضو المركز المصري للدراسات الاقتصادية، ورئيس مجلس الأعمال المصري الأمريكي.

## حياته
حصل طاهر علمي علي الدكتوراه في القانون من جامعة سانت لويس بالولايات المتحدة الأمريكية عام 1974 بعد حصوله علي درجة البكالوريوس من نفس الجامعة عام 1971. قضي حلمي في أمريكا 20 عاماً عمل خلالها في المحاماة بنيويورك وشيكاغو لمدة 9 سنوات من خلال مكتب محاماة كهيل وجوردون ثم في عام 1975 انضم إلي مكتب بيكر وماكنزي الدولي للمحاماة بالمركز الرئيسي بشيكاغو وأصبح شريكاً في هذا المكتب الذي يعد الأول علي مستوي العالم عام 1981 وله 63 فرعاً في مختلف انحاء العالم ويعمل به أكثر من 3500 محام. وفي عام 1968 قرر الرجوع إلى القاهرة وقام بتأسيس مكتبه بالقاهرة مع شريكه سمير حمزة واستقر في القاهرة بشكل كامل عام 1987 بعد رحلة طويلة من العمل في أمريكا وكان مكتبه في القاهرة من أكبر المكاتب المتخصصة في قضايا المال والأعمال في الشرق الأوسط ويعمل به ما يقرب من 30 محامياً ومتخصصا في مجال الاستشارات القانونية للشركات والعقود والبنوك والاستثمار وسوق المال وأيضاً القضايا التجارية بعيداً عن القضايا الخاصة والجنائية. وعندما عاد طاهر إلي مصر كانت تمر بمرحلة تحول اقتصادي كبير في نهاية الثمانينيات بالتحول إلي اقتصاد السوق فوجد أنه من الواجب عليه أن يساهم بخبرته التي اكتسبها من خلال عمله في الشركات الكبري بالولايات المتحدة في مختلف المجالات حيث قام بتأسيس مكتب محاماة للقضايا الاقتصادية، معظم المشتركين فيه لديهم شهادات عليا من جامعات إنجلترا أو الولايات المتحدة. وشارك صديق جمال مبارك المقرب في صياغة بعض القوانين الأساسية في مصر حيث دعاه عاطف عبيد للانضمام للجنة مكونة من 5 أشخاص لصياغة قانون قطاع الأعمال وكان هذا من أخطر القوانين التي صدرت في فترة الثمانينيات وتم بمقتضاه بيع أسهم الشركات المملوكة للدولة ومن هنا بدأت الخصخصة في مصر وبدأ أيضاً دور القطاع الخاص يتعاظم وفي إطار هذا القانون «قطاع الأعمال» تم تأسيس الشركات القابضة. وكان مهما آنذاك أن يكون هناك مركز اقتصادي يقدم البحوث والدراسات الاقتصادية لخدمة الاقتصاد المصري في مرحلة التحول إلي «اقتصاد السوق». لذلك أنشئ المركز المصري للدراسات الاقتصادية برئاسة طاهر حلمي وكان من بين أعضاء مجلس إدارة المركز جمال مبارك.
حلمي كان يري أن الخصخصة كانت ضرورية لبعض الشركات التي كانت تمثل عبئاً علي الدولة والموازنة العامة وليس لها أي إستراتيجية تفيد المواطن العادي بل انها تحقق خسائر بوضعها الأول.. لذلك فان بيعها للقطاع الخاص ــ حسب رأي حلمي ــ يكون فيه حماية من جانب الدولة لحقوق العمال. حصل طاهر علي رئاسة الغرفة الأمريكية بمصر وبعد أن حسمت المعركة الانتخابية لصالحه وقد ساعده علي الوصول إلي هذا المنصب أنه كان عضواً في المجلس الرئاسي المصري الأمريكي «مبارك- جور» في عهد الرئيس كلينتون.. الذي يرأسه الرئيس مبارك وأناب «كلينتون جور» لرئاسته من الجانب الأمريكي.
يحظي حلمي بعلاقات واسعة داخل المجتمع الأمريكي وخصوصا مجتمع المال والأعمال وتربطه علاقات وطيدة بكبار رجال الأعمال في واشنطن مكنته من توسيع أنشطة شركاته وهو ماجعل جمال مبارك نجل الرئيس المصري السابق حسني مبارك يطلب من ابراهيم كامل الذي تم القبض علي بعد الثورة المصرية 2011 لتورطه في أعمال عنف بميدان التحرير تعريفه بحلمي ومن وقتها ارتبط اسم طاهر حلمي بجمال مبارك وبدأ التعاون بينهما يزداد يوما عن يوم وكان نجل الرئيس يضع ثقته كامل في حلمي ويقول للمقربين منه أنه عقلية اقتصادية فزة ووصلت العلاقة بينهما الي ذروتها حينما اشتركا سويا في تأسيس الشركة التي تولت شراء ديون مصر وبيعها إلي عدد من مؤسسات التمويل الدولية مقابل عمولات كبيرة حصل عليها جمال وصديقه المقرب حلمي.
وفي الفترة التي كان يعمل فيها نجل الرئيس السابق في إنجلترا في أحد البنوك الإنجليزية سافر اليه طاهر وأقاما سويا في لندن واشتري حلمي منزلا بالقرب من منزل جمال مبارك وكانا يلتقيان كل يوم تقريبا للاتفاق علي كل الصفقات والعمليات التي يقومان بتخليصها لشركتهما الخاصة.
رئاسة حلمي لبعثة طرق الأبواب في الولايات المتحدة الأمريكية والتي كانت تضم مجموعة من الوزراء والمستثمرين وتساعد المصريين الوافدين إلي أمريكا للاستثمار بها لعبت دورا بارزا في بروز اسمه ولمعانه كأحد أهم رجال الأعمال المصريين في واشنطن وكان حلمي يحظي بدعمً قوي من أمريكا وتعتبره أحد رجالها الأقوياء في مصر لذلك يكون بصحبة أي وزير خلال زيارته إلي الولايات المتحدة الأمريكية.
وكان حلمي أول محامي عربي يترافع أمام المحاكم العليا في الولايات المتحدة الأمريكية ثم أصبح فيما بعد شريكا في واحد من أكبر مكاتب المحاماة في العالم وهو في الثلاثين من عمره وهو مكتب بيكرو ماكنزي بالولايات المتحدة الأمريكية. عشرات المناصب كان ومازال يشغلها وفي مقدمتها منصبه الأخير كرئيس لمجلس الأعمال المصري الأمريكي إضافة إلي رئاسته للغرفة الأمريكية بمصر في مرحلة صعبة وتوقيت حاسم وساخن. استطاع طاهر خلال رحلة عمله أن يحقق لنفسه مكانة مرموقة في المجتمع داخلياً وخارجياً.

## الثورة المصرية 2011
بعد قيام الثورة المصرية 2011 سافر من القاهرة إلى واشنطن واستقر هناك. يقول المقربون من طاهر أنه لم يكن مجرد رجل أعمال عادي يدير مجموعة من شركاته متنوعة الأنشطة ولم يكن مسئولا عن ملف العلاقات الاقتصادية بين القاهرة وواشنطن فقط، ولكنه كان الرجل الذي يدير بزنس أسرة الرئيس في أمريكا وعدد من الدول الاوربية لذلك أصدر جمال مبارك أوامر عاجلة الي حلمي للسفر الي أمريكا فورا مع اندلاع الثورة وتقول معلومات يتم ترديدها في الوسط الاقتصادي أن حلمي هرب ومعه جزء كبير من ثروة جمال مبارك.